# Dimitris Kremastinos
Dimitris Kremastinos (gr. Δημήτρης Κρεμαστινός; ur. 1 maja 1942 w Atenach, zm. 8 maja 2020 tamże) – grecki lekarz, kardiolog, polityk, minister zdrowia i opieki społecznej Grecji. 

## Życiorys
Profesor kardiologii na Uniwersytecie Narodowym im. Kapodistriasa w Atenach i członkiem Europejskiej Akademii Nauk. Pełnił funkcję Ministra zdrowia, opieki Społecznej i zabezpieczenia społecznego, oraz przewodniczącego stałej komisji spraw społecznych Parlamentu Greckiego, a w 2015 roku został wybrany wiceprzewodniczącym Parlamentu Greckiego. Został wybrany na posła do Dodekanezu wraz z PASOK i Demokratycznym Dostosowaniem. Był osobistym lekarzem Andreasa Papandreu.
26 marca 2020 roku został przyjęty do szpitala Evangelismos w Atenach z powodu ciężkiej infekcji COVID-19. Zmarł w szpitalu na tę chorobę 8 maja 2020 roku w wieku 78 lat.